# Institut für Wehrmedizinalstatistik und Berichtswesen
Das Institut für Wehrmedizinalstatistik und Berichtswesen der Bundeswehr (WehrMedStatInstBw) wurde im September 2017 außer Dienst gestellt. Seine Aufgaben und sein Personal werden vom neu aufgestellten Institut für Präventivmedizin der Bundeswehr übernommen.
Das ehemalige Institut war der Nachfolger des Zentralarchivs für Wehrmedizin (ZAW). Dieses wurde 1957, ein Jahr nach Gründung der Bundeswehr aufgestellt. Bis zum 1. Februar 1965 bildete es einen Teil des Wehrmedizinalamtes (später Sanitätsamt der Bundeswehr) und war seitdem ein eigenständiges Institut.
Sitz des Institutes war von der Gründung bis zum Jahr 2002 eine ehemalige Internatsschule des Maristenordens in Remagen. Wegen Platzmangel und der Umstrukturierung der Bundeswehr wurde das Institut in die Krahnenberg-Kaserne nach Andernach verlegt.
Neben dem Standort in Remagen haben bis 2002 verschiedene Außenstellen in Kripp, Heimersheim, Mendig, Eich und Bad Breisig bestanden. Im Oktober 1990 wurde die Außenstelle Spechthausen im Land Brandenburg eingerichtet, die 10 Jahre lang die Gesundheitsunterlagen der Nationalen Volksarmee der DDR durch Verfilmung auf Mikrofilm archiviert hat. Mit der Verlagerung des Hauptsitzes des Institutes wurden sämtliche Außenstellen geschlossen und ihre Aufgaben in Andernach zentralisiert. Später bestand nur noch in Eich bei Andernach ein Außenlager des Archivs, das aber inzwischen in neu errichteten Hallen auf dem Gelände der Krahnenberg-Kaserne untergebracht wurde. Ein neues Außenarchiv in der Gneisenau-Kaserne in Koblenz wurde ebenfalls zentral über die Dienststelle in Andernach erschlossen.
Das Institut für Wehrmedizinalstatistik und Berichtswesen der Bundeswehr setzte sich ursprünglich aus drei Hauptbereichen zusammen:
- Ärztliches Berichtswesen
- Wehrmedizinische Dokumentation
- Wehrmedizinalstatistik

Neben diesen Hauptbereichen hat das Institut 2002 die Aufgaben für Medizinische Begutachtung und Wehrdienstbeschädigungsverfahren übernommen sowie 2002 den Bereich der ODIN Bw/Lungen- und TBC-Fürsorge. Zur Unterstützung und Planung des Institutsbetriebes dienten die Stabsgruppe, mit Fotostelle, Registratur und Vervielfältigungsstelle, sowie die Abteilung Grundlagen und Weiterentwicklung, die hauptsächlich für Controlling/Kosten- und Leistungsverantwortung (KLV) und IT-Betrieb zuständig war. Das Institut für Wehrmedizinalstatistik und Berichtswesen der Bundeswehr sammelte alle archivierungspflichtigen ärztlichen Aufzeichnungen aus dem Bereich der Bundeswehr und hielt sie in seinem Archiv auskunftsfähig zusammengestellt bereit. Es garantierte dadurch die gesetzlich vorgeschriebene Aufbewahrung medizinischer Unterlagen und die Aufbereitung medizinischer Daten. Die in den Sanitätseinrichtungen und durch die ärztlichen Dienste des Wehrersatzwesens erhobenen Daten über den Gesundheitszustand der gemusterten Wehrpflichtigen und Soldaten wurden unter Verwendung von mathematisch-statistischen Methoden ausgewertet und zu Berichten aufgearbeitet. Des Weiteren wurden zur Weiterentwicklung des ärztlichen Berichtswesens Weisungs-, Erlass- und Dienstvorschriftentwürfe für verschiedene Referate im Bundesministerium der Verteidigung erarbeitet. Neben Unterlagen über Soldaten wurden aber auch die ärztlichen Aufzeichnungen von zivilen Patienten archiviert, die in den Bundeswehrkrankenhäusern oder in Lazaretten außerhalb Deutschlands behandelt wurden.